# Kalifornijska elektroenergetska kriza
Kalifórnijska eléktroenergétska kríza je dogajanje na področju oskrbe z električno energijo na zahodu ZDA, zlasti v državi Kaliforniji v letih 2000 in 2001. Kriza se je izrazila z izjemno visokimi cenami električne energije v prodaji na debelo in občasnimi zatemnitvami. Nihanja cene električne energije na borzi so trajale od maja 2000 do septembra 2001. Zatemnitve posameznih oskrbovalnih območij so se začele v juniju 2000 in se večkrat ponovile v naslednjih 12 mesecih. Vzrokov za krizo je nedvomno več. Sporno ostaja, kateri vpliv je bil prevladujoč: sočasnost neugodnih dogodkov na strani ponudbe in povpraševanja, sebično protikonkurenčno ravnanje energetskih podjetij ali neučinkovitost upravnega nadzora elektroenergetskega trga.